# 9월 7일
9월 7일은 그레고리력으로 250번째(윤년일 경우 251번째) 날에 해당한다.

## 사건
- 70년 - 로마 제국 티투스 장군의 군단이 예루살렘을 점령
- 1191년 - 제3차 십자군 원정: 잉글랜드의 리처드 1세가 아르수프 전투에서 살라딘을 패배시킴
- 1303년 - 아나니 사건
- 1522년 - 페르디난드 마젤란의 선단이 최초로 세계 일주에 성공하고 스페인으로 돌아옴
- 1822년 - 브라질, 상파울루에서 돈 페드로 1세가 포르투갈로부터 독립을 선언.
- 1901년 - 청나라, 의화단 사건 최종의정서에 조인
- 1936년 - 태즈메이니아주머니늑대마지막 한 마리가 태즈메이니아의 호바트 동물원에서 죽음으로써 멸종되었다.
- 1940년 - 제2차 세계 대전: 나치 독일이 57일간의 런던 야간 폭격을 시작(영국 본토 항공전)
- 1945년 - 미국 극동사령부, 38선 이남에 대한 군정을 선포
- 1948년 - 대한민국 국회, 반민족행위처벌법 통과.
- 1949년 - 독일연방공화국 (서독)의 수립.
- 1956년 - 제네바에서 노예제도 폐지를 위한 국제조약 조인.
- 1957년 - 부산 국제시장 상인 살해 사건이 발생.
- 1969년 - 브라질, 정식 국호를 브라질에서 브라질연방공화국으로 개칭.
- 1977년 - 미국과 파나마, 신 파나마 운하 조약에 조인.
- 1985년 - 김근태, 국가보안법 및 집회와 시위에 관한 법률 위반혐의로 구속
- 1986년 - 
  - 대한민국의 전국 승려 2천여 명, 해인사서 불교악법철폐대회 개최 후 시위.
  - 데스몬드 투투가 남아프리카 공화국에서 성공회를 이끄는 최초의 흑인 지도자가 되었다.
- 1987년 - 구 독일민주공화국 사회주의통일당 서기장 에리히 호네커가 동서독 분단 이후 처음으로 서독 방문.
- 1991년 - 외무부 차관을 단장으로 하는 대표단, 평양 77그룹 아주그룹 각료회의에 참석.
- 1992년 - 대한민국 국가안전기획부, 전 민중당 대표 김낙중 등에 대한 중간수사결과 발표
- 1993년 - 
  - 대한민국, 국회, 행정부, 법원, 헌법재판소, 중앙선거관리위원회의 1급 이상 고위공직자와 국영기업체 상근 임원 등 1,166명의 재산을 일괄 공개하는 공직자 재산 공개 단행.
  - 재벌그룹의 비업무용 부동산 과다보유실태를 폭로했다가 면직되었던 이문옥 전 감사원 감사관에 무죄가 선고됨.
- 2005년 - 이집트, 첫 대통령 선거 실시
- 2007년 - 미국의 조지 W. 부시 대통령이 조선민주주의인민공화국 핵문제와 관련해 핵무기 개발 계획을 포기하면 평화 조약을 맺을 용의가 있다고 밝혔다.
- 2014년 -
  - 경상북도 경주시 북군저수지 수문에서 많은 물이 새어나와 인근 주민들이 대피하였다.
  - 독도 남동쪽 1.5km 근해에서 독도 방향으로 이동하던 북한 선적 소형 선박이 표류하였다. 다음날 북한으로 다시 돌아갔다.

## 문화
- 1901년 - 고종 황제 탄신 50년 기념 축하 독일인 에케르트가 작곡한 대한제국 국가 처음으로 연주됨
- 1921년 - 로마 가톨릭교회 평신도 사도단체의 하나인 레지오 마리애가 창립했다.
- 1990년 - 마술사 데이비드 카퍼필드, 대한민국 방문.
- 1991년 - 대한민국 서울특별시 영등포구 여의도동에서 KBS홀이 개관했다.
- 1996년 - SM 엔터테인먼트 소속 남성 5인조 아이돌 그룹 H.O.T.가 데뷔하였다.
- 2009년 - 세계 최대 익룡 발자국 화석, 경상북도 군위군에서 발견됨.
- 2013년 -
  - 서울 경전철 신림선 기공식 개최.
  - JYP 엔터테인먼트 소속 5인조 남성 밴드 DAY6가 데뷔하였다.
- 2016년 - 2016년 하계 패럴림픽 개막.
- 2018년 - KBS의 VJ특공대가 18년 만에 종영되었다.

## 탄생
- 1533년 - 영국의 여왕 엘리자베스 1세. (~1603년)
- 1641년 - 일본의 에도 막부 제4대 쇼군 도쿠가와 이에쓰나. (~1680년)
- 1707년 - 프랑스의 철학자 조르주루이 르클레르 드 뷔퐁 백작. (~1788년)
- 1803년 - 홍콩의 제3대 총독 조지 본햄. (~1863년)
- 1829년 - 독일의 화학자 아우구스투스 케쿨레. (~1896년)
- 1836년 - 영국의 총리 헨리 캠벨배너먼. (~1908년)
- 1869년 - 대한제국의 군인 박승환. (~1907년)
- 1870년 - 미국의 육상 선수 토머스 커티스. (~1944년)
- 1902년 - 대한민국의 시인 김소월. (~1934년)
- 1909년 - 미국의 영화감독 엘리아 카잔. (~2003년)
- 1917년 - 오스트레일리아의 화학자 존 콘포스. (~2013년)
- 1930년 - 벨기에의 제5대 국왕 보두앵. (~1993년)
- 1932년 - 대한민국의 문학평론가 고석규. (~1958년)
- 1933년 - 대한민국의 기업인 유상옥.
- 1940년 - 이탈리아의 영화감독 다리오 아르젠토.
- 1944년 - 세르비아의 전 축구 선수, 현 축구 감독 보라 밀루티노비치.
- 1948년 - 아랍에미리트의 제2대 대통령 할리파 빈 자이드 나하얀. (~2022년)
- 1950년 - 대한민국의 전 가수, 기업인 이현.
- 1952년 - 대한민국의 야구인 주성로. (~2025년)
- 1955년
  - 러시아의 수학자 에핌 젤마노프.
  - 크로아티아의 영화배우, 가수 미라 푸를란. (~2021년)
- 1957년 - 대한민국의 배우 박윤남.
- 1959년 - 미국의 생물학자 드루 와이스먼.
- 1962년 - 남아프리카 공화국의 영화배우 클리프 사이먼. (~2021년)
- 1963년
  - 프랑스의 축구 선수 에리크 디 메코.
  - 미국의 래퍼 Eazy-E. (~1995년)
- 1965년
  - 대한민국의 쇼트트랙 선수 이준호.
  - 루마니아의 성악가 안젤라 게오르기우.
- 1966년 - 대한민국의 경제기관단체인 박동민.
- 1967년 - 대한민국의 배우 진희경.
- 1968년
  - 프랑스의 전 축구 선수 마르셀 드사이.
  - 대한민국의 양궁 선수 석민희.
- 1969년
  - 러시아의 영화감독 키릴 세레브렌니코프.
  - 대한민국의 성우 김호성. (~2021년)
  - 대한민국의 정치인 윤영덕.
  - 미국의 야구 선수 브렌트 쿡슨.
- 1970년
  - 대한민국의 배우 백승철.
  - 대한민국의 배우 이해영.
- 1972년
  - 대한민국의 전 야구 선수, 현 야구 코치 김재걸.
  - 대한민국의 정치인 강성희.
- 1973년
  - 대한민국의 전 야구 선수 박재홍.
  - 일본의 일러스트레이터 하이무라 키요타카.
- 1974년
  - 대한민국의 배우 김지영.
  - 일본의 성우 타카하시 히로키.
- 1976년 - 대한민국의 아나운서 박은경.
- 1977년
  - 대한민국의 배우 구자미.
  - 대한민국의 가수 김신의.
- 1980년
  - 터키의 축구 선수 엠레 벨뢰졸루.
  - 이란의 축구 선수 자바드 네쿠남.
  - 아르헨티나의 축구 선수 가브리엘 밀리토.
  - 대한민국의 스타크래프트 프로게이머, 방송인 이종미.
- 1981년
  - 대한민국의 축구 선수 신영록.
  - 일본의 가수 미나미 가나코.
  - 터키의 축구 선수 고칸 잔.
- 1982년 - 일본의 성우 시라이시 료코.
- 1983년
  - 대한민국의 가수 배다해.
  - 터키의 축구 선수 메멧 토푸즈.
- 1984년
  - 대한민국의 배우 백서빈.
  - 브라질의 축구 선수 주앙 미란다.
- 1985년
  - 대한민국의 배우 윤선우.
  - 미국의 전 야구 선수 웨이드 데이비스.
  - 브라질의 축구 선수 하피냐.
- 1986년
  - 대한민국의 바둑 기사 박진솔.
  - 루마니아의 축구 선수 드라고스 그리고레.
- 1987년
  - 미국의 배우 에번 레이철 우드.
  - 대한민국의 농구 선수 김정은.
- 1988년
  - 대한민국의 축구 선수 신진호.
  - 일본의 축구 선수 사토 다이키. (~2010년)
- 1989년
  - 대한민국의 가수 아이키.
  - 대한민국의 가수 제니.
  - 일본의 성우 야마시타 다이키.
- 1990년
  - 대한민국의 프리랜서, 진행자 및 방송인 재재.
  - 대한민국의 뮤지컬 배우 정다혜.
- 1991년
  - 대한민국의 가수 방세진.
  - 대한민국의 배우, 방송인 김아라.
- 1992년
  - 미국의 육상 선수 샘 켄드릭스.
  - 오스트리아의 축구 선수 마르틴 힌테레거.
  - 일본의 배우 모리타 스즈카.
- 1993년 - 대한민국의 연극배우 고형우.
- 1994년 - 일본의 배우 야마자키 겐토.
- 1995년
  - 대한민국의 스타크래프트 프로게이머 김준혁.
  - 일본의 성우 무라카미 나츠미.
- 1996년
  - 대한민국의 컬링 선수 김초희.
  - 대한민국의 배구 선수 하혜진.
- 1997년
  - 잉글랜드의 배우 딘찰스 채프먼.
  - 대한민국의 야구 선수 김기연.
  - 스웨덴의 축구 선수 구스타브 베르게렌.
- 1998년
  - 대한민국의 배우 박세현.
  - 대한민국의 축구 선수 강민규.
  - 몰도바의 축구 선수 이온 니콜라에스쿠.
- 1999년 - 캐나다의 배우, 성우, 가수 미셸 크레버.
- 2000년
  - 대한민국의 배우 김민철.
  - 대한민국의 야구 선수 박지훈.
  - 대한민국의 가수 이은성.
  - 오스트레일리아의 수영 선수 아리안 티트머스.
- 2001년
  - 대한민국의 가수, 싱어송라이터 수민.
  - 슬로바키아의 양궁 선수 데니사 바란코바.
- 2005년 - 대한민국의 육상 선수 김태희.
- 2006년
  - 미국의 배우 이언 천.
  - 대한민국의 가수 오연준.
- 2008년 - 대한민국의 배우 레시퐁 레오.

## 사망
- 1910년 - 대한민국의 독립유공자 황현. (1855년~)
- 1950년 - 대한민국의 사학자 정인보. (1893년~)
- 1953년 - 일본의 군인 아베 노부유키. (1875년~)
- 1962년 - 덴마크의 작가 카렌 블릭센. (1885년~)
- 1966년 - 대한민국의 정치인 유각경. (1892년~)
- 1991년 - 미국의 물리학자 에드윈 맥밀런. (1907년~)
- 1992년 - 대한민국의 군인 김정렬. (1917년~)
- 1997년 - 콩고민주공화국의 정치인 모부투 세세 세코. (1930년~)
- 2007년 - 대한민국의 정치인 이윤학. (1928년~)
- 2011년
  - 대한민국의 야구 선수 장효조. (1956년~)
  - 대한민국의 배구 선수 이용택. (1986년~)
  - 슬로바키아의 아이스하키 선수 파볼 데미트라. (1974년~)
- 2014년 - 대한민국의 가수 권리세. (레이디스 코드) (1991년~)
- 2017년 - 대한민국의 영화감독 김기덕. (1934년~)
- 2018년 - 미국의 가수 맥 밀러. (1992년~)
- 2021년 - 태국의 가수 탄와 라씨타누. (1970년~)
- 2022년 - 미국의 영화배우 마샤 헌트. (1917년~)
- 2023년
  - 대한민국의 화가 김형근. (1930년~)
  - 영국의 영화배우 존 케어니. (1930년~)

## 기념일
- 추석 - 2052년
- 사회복지의 날
- 독립기념일: 브라질
- 푸른 하늘의 날

## 같이 보기
- 전날: 9월 6일 다음날: 9월 8일 - 전달: 8월 7일 다음달: 10월 7일
- 음력: 9월 7일
- 모두 보기